# Igtihad
Igtihad è una parola in lingua araba che sta per "interpretazione", corrisponde ad una fase del diritto musulmano in cui i giuristi sfruttano l'interpretazione per arrivare ad una corretta padronanza di ogni istituto giuridico.
Essi sono detti mugtahid. A questa fase segue quella del taqlid, in cui il giurista (muqallid o pedissequè) è vincolato dalla precedente elaborazione. 
Ad oggi si tenta nel diritto musulmano di superare questa fase riagganciandosi ai momenti primigeni (e più fecondi) dell'interpretazione.